# Miranda Richardson
Pour l’article homonyme, voir Richardson.
Miranda Richardson, née le 3 mars 1958 à Southport, est une actrice britannique.
Comédienne de théâtre à ses débuts, elle se fait remarquer au cinéma dans les années 1990. Elle est nommée aux plus prestigieuses récompenses (BAFTA, Golden Globes et Oscars) pour les films Fatale, Avril enchanté et The Crying Game en 1992, et pour Tom et Viv en 1994. Elle apparait également dans l'Empire du soleil de Steven Spielberg en 1987, Sleepy Hollow de Tim Burton en 1999, Spider de David Cronenberg en 2000 et Harry Potter et la Coupe de feu de Mike Newell en 2005. Elle joue plus rarement à la télévision, comme dans la mini-série Merlin en 1998 ou le téléfilm The Lost Prince (en) de Stephen Poliakoff en 2003.

## Biographie

### Enfance et formation
Miranda Richardson est née le 3 mars 1958 à Southport, dans l'ancien comté du Lancashire. Sa mère, Marian Georgina (née Townsend), est mère au foyer, et son père, William Alan Richardson, est responsable du marketing. Elle montre assez tôt l'envie de devenir comédienne, et joue dans des spectacles scolaires.
Elle va à l'école pour filles Southport High School, et rêve alors de devenir vétérinaire ou d'étudier la littérature anglaise. Mais à 17 ans, elle quitte l'école pour intégrer une école de théâtre, tout en suivant des cours de secrétariat à Liverpool comme plan B. Elle passe son temps libre à l'O'Halloran's School of Music, Dream and Pun, un lieu où se rencontrent les artistes. Ne pouvant bénéficier d'une bourse d'études pour les arts, elle décide de déménager à Bristol. Elle obtient alors une bourse d'études et intègre la Bristol Old Vic Theatre School aux côtés de Greta Scacchi et Daniel Day-Lewis.

### Carrière
En 1979, Miranda Richardson rejoint la Library Theatre à Manchester en tant que metteuse en scène adjointe. Après plusieurs productions régionales, elle fait ses débuts à Londres en 1981 au Queen's Theatre,. En 1987, elle est nommée au Laurence Olivier Award de la meilleure actrice pour la pièce A Lie of the Mind (en) de Sam Shepard donnée au Royal Court Theatre de Londres.
Dans les années 1980, elle commence sa carrière à la télévision dans des séries télévisées britanniques. En 1985, elle fait ses premiers pas dans un long-métrage de cinéma. Elle joue Ruth Ellis, dernière femme à être exécutée au Royaume-Uni, dans le film biographique Un crime pour une passion de Mike Newell. Grâce à sa performance remarquée, elle joue deux ans plus tard dans l'Empire du soleil de Steven Spielberg, face à Christian Bale et John Malkovich,. À la télévision, elle joue dans quelques épisodes de la série humoristique britannique La Vipère noire de 1986 à 1989. Elle interprète la reine Élisabeth Ire d'Angleterre, rôle qu'elle retrouve en 1999.
En 1992, l'actrice rencontre le succès et est nommée aux plus prestigieuses récompenses pour trois films. Elle remporte un Golden Globe pour son rôle de femme au foyer déprimée dans Avril enchanté de Mike Newell, et est nommée aux BAFTA pour son personnage de terroriste de l'IRA dans The Crying Game de Neil Jordan. De plus, elle remporte un BAFTA et est nommée aux Golden Globes et aux Oscars pour sa performance d'épouse trompée dans Fatale de Louis Malle.
En 1994, elle se fait de nouveau remarquer dans Tom et Viv de Brian Gilbert, où son rôle de Vivienne Haigh-Wood Eliot, l'épouse du poète et dramaturge T. S. Eliot, lui vaut trois nominations comme meilleure actrice aux BAFTA, aux Golden Globes et aux Oscars. Elle enchaîne alors les films : Kansas City de Robert Altman et Étoile du soir de Robert Harling (en) en 1996, Le Prédicateur de Robert Duvall en 1998, et Sleepy Hollow de Tim Burton en 1999,.
En 1998, elle joue le double rôle de la Reine Mab et de la Dame du Lac dans la mini-série américaine Merlin. Elle est nommée aux Golden Globes pour sa performance. Elle retrouve le personnage dans la suite, L'Apprenti de Merlin en 2006.
Dans les années 2000, elle apparait dans plusieurs films : Get Carter de Stephen T. Kay en 2000, Spider de David Cronenberg et The Hours de Stephen Daldry en 2002, Le Fantôme de l'Opéra de Joel Schumacher en 2004. En 2000, elle donne sa voix à un personnage du film d'animation Chicken Run de Nick Park et Peter Lord. En 2005, elle joue la journaliste Rita Skeeter dans le film à gros budget Harry Potter et la Coupe de feu de Mike Newell. Elle reprend le rôle furtivement en 2010 dans Harry Potter et les Reliques de la Mort de David Yates.
L'actrice connait une petite traversée du désert au cinéma et n'obtient plus que des rôles secondaires : Southland Tales de Richard Kelly en 2006, Frère Noël de David Dobkin en 2007, Victoria : Les Jeunes Années d'une reine de Jean-Marc Vallée en 2009. En 2011, elle incarne la femme politique Barbara Castle dans We Want Sex Equality de Nigel Cole, et est nommée aux BAFTA.

## Théâtre
Liste non exhaustive
.
- Qui a peur de Virginia Woolf ? d'Edward Albee (Bristol Old Vic, Bristol)
- Insignificance (Bristol Old Vic)
- Einstein (Bristol Old Vic)
- L'Éducation de Rita (en) de Willy Russell : Rita (Haymarket Theatre, Leicester)
- 1996 : Orlando de Georg Friedrich Haendel (Festival international d'Édimbourg)
- The Changeling (National Theatre, Londres)
- Mountain Language (National Theatre)
- The Designated Mourner (National Theatre)
- Edmond (Royal Court Theatre, Londres)
- 1987 : A Lie of the Mind (en) de Sam Shepard (Royal Court Theatre)
- Etta Jenks (Royal Court Theatre)

## Filmographie

### Cinéma
- 1980 : The First Day, court-métrage de Marek Kanievska
- 1985 : Un crime pour une passion (Dance with a Stranger) de Mike Newell : Ruth Ellis
- 1985 : The Innocent (en) de John Mackenzie : Mary Turner
- 1985 : Transmutations de George Pavlou : Oriel
- 1986 : Eat the Rich (en) de Peter Richardson : DHSS Blonde
- 1987 : Empire du soleil de Steven Spielberg : Madame Victor
- 1989 : Le Rêve du singe fou de Fernando Trueba : Marilyn
- 1990 : Mio caro dottor Gräsler de Roberto Faenza : Frederica / Veuve
- 1990 : The Fool de Christine Edzard (en) : Columbine / Rosalind / Ophelia
- 1991 : Broken Skin, court-métrage d'Anna Campion : La mère
- 1992 : Avril enchanté de Mike Newell : Rose Arbuthnot
- 1992 : The Crying Game de Neil Jordan : Jude
- 1992 : Fatale de Louis Malle : Ingrid Fleming
- 1993 : The Line, the Cross and the Curve, court-métrage de Kate Bush : La femme aux chaussons rouges
- 1993 : Century (en) de Stephen Poliakoff : Clara
- 1994 : Tom et Viv de Brian Gilbert : Vivienne Haigh-Wood Eliot
- 1994 : La Nuit et le Moment (The Night and the Moment) d'Anna Maria Tatò : Julie
- 1996 : Kansas City de Robert Altman : Carolyn Stilton
- 1996 : Swann (en) d'Anna Benson Gyles :
- 1996 : Saint-Ex d'Anand Tucker : Consuelo de Saint-Exupéry
- 1996 : Étoile du soir de Robert Harling (en) : Patsy Carpenter
- 1997 : The Designated Mourner (en) de David Hare : Judy
- 1998 : Le Prédicateur de Robert Duvall : Toosie
- 1998 : St. Ives (en) de Harry Hook (en) : Susan Gilchrist
- 1999 : Les Rênes du pouvoir (The Big Brass Ring) de George Hickenlooper : Dinah
- 1999 : Jacob Two Two Meets the Hooded Fang de George Bloomfield : Miss Fowl
- 1999 : Sleepy Hollow de Tim Burton : Lady Van Tassel / La Sorcière
- 2000 : The Magic of Vincent, court-métrage de Charles Palmer (en) : Anne Saunders
- 2000 : Get Carter de Stephen T. Kay : Gloria
- 2002 : Spider de David Cronenberg : Mme Cleg / Yvonne
- 2002 : The Hours de Stephen Daldry : Vanessa Bell
- 2003 : Les Acteurs de Conor McPherson : Mrs Magnani
- 2003 : The Rage in Placid Lake (en) de Tony McNamara : Sylvia Lake
- 2003 : Falling Angels (en) de Scott Smith (en) : Mary Field
- 2004 : Le Prince et Moi de Martha Coolidge : Reine Rosalind
- 2004 : Churchill: The Hollywood Years (en) de Peter Richardson : Eva Braun
- 2004 : Le Fantôme de l'Opéra de Joel Schumacher : Madame Giry
- 2005 : Starry Night, court-métrage de Ben Miller : Annie
- 2005 : Wah-Wah de Richard E. Grant : Lauren Compton
- 2005 : Harry Potter et la Coupe de feu de Mike Newell : Rita Skeeter
- 2006 : Paris, je t'aime, segment "Bastille" d'Isabel Coixet : La femme au trench rouge
- 2006 : Southland Tales de Richard Kelly : Nana Mae Frost
- 2007 : Provoked de Jag Mundhra : Veronica Scott
- 2007 : Puffball de Nicolas Roeg : Mabs Tucker
- 2007 : Apparence trompeuse (Spinning into Butter) de Mark Brokaw (en) : Dean Catherine Kenney
- 2007 : Frère Noël de David Dobkin : Annette Noël
- 2009 : Victoria : Les Jeunes Années d'une reine de Jean-Marc Vallée : Duchesse de Kent
- 2010 : We Want Sex Equality de Nigel Cole : Barbara Castle
- 2010 : Harry Potter et les Reliques de la Mort de David Yates : Rita Skeeter
- 2013 : Belle d'Amma Asante : Lady Ashford
- 2014 : Opération Muppets de James Bobin : Berlinoise à la fenêtre
- 2014 : Mémoires de jeunesse de James Kent : Miss Lorimer
- 2017 : Churchill de Jonathan Teplitzky : Clementine Churchill
- 2017 : Stronger de David Gordon Green : Patty Bauman
- 2018 : The Happy Prince de Rupert Everett : Lady Queensbury

### Télévision

#### Téléfilms
- 1987 : The Death of the Heart de Peter Hammond (en) : Daphne Heccomb
- 1989 : Ball Trap on the Cote Sauvage (en) de Jack Gold : Early Bird
- 1994 : Le Crépuscule des aigles de Christopher Menaul : Charlie Maguire
- 1998 : Ted & Ralph de Christine Gernon : Henrietta Blough-Pendleton
- 1998 : Merlin de Steve Barron : Reine Mab/Dame du Lac
- 1999 : Alice au pays des merveilles de Nick Willing : La Reine de cœur
- 2001 : Blanche-Neige de Caroline Thompson : la méchante Reine Elspeth, la méchante belle-mère de Blanche-Neige
- 2003 : The Lost Prince (en) de Stephen Poliakoff : La Reine Mary
- 2006 : Gideon's Daughter (en) de Stephen Poliakoff : Stella
- 2014 : The Incredible Adventures of Professor Branestawm de Sandy Johnson : Miss Blitherington
- 2015 : Casanova de Jean-Pierre Jeunet : Marquise d'Urfé
- 2015 : An Inspector Calls d'Aisling Walsh : Sybil Birling

#### Séries télévisées
- 1981 : Agony (en) : Gudrun (1 épisode)
- 1982 : The New Adventures of Lucky Jim : Chrissie Collin (1 épisode)
- 1983 : The Hard Word : Polly Wood (5 épisodes)
- 1983 : Crown Court (en) (1 épisode)
- 1984 : Sorrell and Son (mini-série) : Lola (1 épisode)
- 1985 : L'Espace d'une vie (A Woman of Substance) (mini-série) : Paula McGill Amory
- 1986 - 1989, 1999 : La Vipère noire : Reine Élisabeth Ire d'Angleterre (saison 2, 2 épisodes hors saison), Amy Hardwood (1 épisode), Infirmière Mary (1 épisode)
- 1986 : Shades of Darkness : Gina (1 épisode)
- 1986 : Unnatural Causes : Anne Forrest (1 épisode)
- 1987, 1988 : Screen Two (en) : Divers rôles (2 épisodes)
- 1988 : Theatre Night (en) : Hilde Wangel (1 épisode)
- 1988 : Monstres et Merveilles : Sorcière (1 épisode)
- 1989 : Alas Smith and Jones (en) (3 épisodes)
- 1990 : The Jim Henson Hour (en) : Sorcière (1 épisode)
- 1990 : Die Kinder (en) : Sidonie Reiger
- 1991 : Screenplay (en) : Valérie Paris (1 épisode)
- 1991 : Performance (en) : Anna (1 épisode)
- 1992 : Mr. Wakefield's Crusade : Sandra (1 épisode)
- 1992 : True Adventures of Christopher Columbus : Reine Isabelle Ire de Castille
- 1990, 1993 : The Comic Strip Presents (en) : Divers rôles (4 épisodes)
- 1994, 2004 : Absolutely Fabulous : Bettina (2 épisodes)
- 1997 : A Dance to the Music of Time (mini-série) : Pamela Flitton (2 épisodes)
- 1998 : La Muselière (The Scold's Bridle) : Dr Sarah Blakeney
- 1998 : Merlin (mini-série) : Mab / Dame du Lac
- 2006 : L'Apprenti de Merlin (mini-série) : Dame du Lac
- 2007 : The Life and Times of Vivienne Vyle (en) : Helena de Wend
- 2010 : Rubicon : Katherine Rhumor
- 2012 : Dead Boss : Jo (1 épisode)
- 2012 : Parade's End (mini-série) : Mme Wannop
- 2012 : Un monde sans fin (mini-série) : Mère Cécilia
- 2014 : Psychobitches (en) : Enid Blyton (1 épisode)
- 2014 : Mapp & Lucia (mini-série) : Elizabeth Mapp
- 2015 : And Then There Were None (mini-série) : Emily Brent
- 2019 - 2023 : Good Omens (mini-série) : Madame Tracy, aussi appelée Jezabel (Jezebel en VO) (saison 1) / Shax (saison 2)
- 2022 : Destin : La Saga Winx : Rosalind

### Doublage
- 1999 : Le Roi et moi de Richard Rich : Anna Leonowens
- 2000 : Il était une fois Jésus de Derek Hayes et Stanislav Sokolov
- 2000 : Chicken Run de Nick Park et Peter Lord : Mrs Tweedy
- 2000 : Chicken Run, jeu vidéo : Mrs Tweedy
- 2005 : El sueño de una noche de San Juan d'Ángel de la Cruz et Manolo Gómez : Titania
- 2005 : The Adventures of Bottle Top Bill and His Best Friend Corky (en), série télévisée : Narratrice (1 épisode)
- 2008 : A Fox's Tale de György Gát (en) et János Uzsák : Anna Conda

## Distinctions
Sauf mention contraire, les informations ci-dessous sont issues de la page Distinctions sur l'Internet Movie Database.

### Récompenses
| Année | Cérémonie                   | Catégorie                                                                           | Œuvre                    |
| ----- | --------------------------- | ----------------------------------------------------------------------------------- | ------------------------ |
| 1993  | British Academy Film Awards | Meilleure actrice dans un second rôle                                               | Fatale                   |
| 1993  | Golden Globes               | Meilleure actrice dans un film musical ou une comédie                               | Avril enchanté           |
| 1995  | Golden Globes               | Meilleure actrice dans un second rôle dans une série, une mini-série ou un téléfilm | Le Crépuscule des aigles |

### Nominations
| Année | Cérémonie                         | Catégorie                                                                           | Œuvre                        |
| ----- | --------------------------------- | ----------------------------------------------------------------------------------- | ---------------------------- |
| 1986  | David di Donatello                | Meilleure actrice étrangère                                                         | Un crime pour une passion    |
| 1987  | Laurence Olivier Awards           | Meilleure actrice                                                                   | A Lie of the Mind (en)       |
| 1988  | British Academy Television Awards | Meilleure actrice                                                                   | Screen Two (en)              |
| 1993  | British Academy Film Awards       | Meilleure actrice dans un second rôle                                               | The Crying Game              |
| 1993  | Golden Globes                     | Meilleure actrice dans un second rôle                                               | Fatale                       |
| 1993  | Oscars                            | Meilleure actrice dans un second rôle                                               | Fatale                       |
| 1994  | British Academy Film Awards       | Meilleure actrice                                                                   | Tom et Viv                   |
| 1995  | Golden Globes                     | Meilleure actrice dans un film dramatique                                           | Tom et Viv                   |
| 1995  | Oscars                            | Meilleure actrice                                                                   | Tom et Viv                   |
| 1997  | Satellite Awards                  | Meilleure actrice dans un second rôle                                               | Étoile du soir               |
| 1998  | British Academy Television Awards | Meilleure actrice                                                                   | A Dance to the Music of Time |
| 1999  | Golden Globes                     | Meilleure actrice dans une mini-série ou un téléfilm                                | Merlin                       |
| 2000  | Golden Globes                     | Meilleure actrice dans un second rôle dans une série, une mini-série ou un téléfilm | The Big Brass Ring           |
| 2000  | Saturn Awards                     | Meilleure actrice dans un second rôle                                               | Sleepy Hollow                |
| 2003  | Australian Film Institute Awards  | Meilleure actrice dans un second rôle                                               | The Rage in Placid Lake (en) |
| 2003  | Critics' Choice Movie Awards      | Meilleure distribution                                                              | The Hours                    |
| 2003  | Screen Actors Guild Awards        | Meilleure distribution                                                              | The Hours                    |
| 2003  | Satellite Awards                  | Meilleure actrice dans un second rôle                                               | Spider                       |
| 2004  | Chlotrudis Awards                 | Meilleure actrice dans un second rôle                                               | Spider                       |
| 2004  | British Academy Television Awards | Meilleure actrice                                                                   | The Lost Prince (en)         |
| 2005  | Golden Globes                     | Meilleure actrice dans une mini-série ou un téléfilm                                | The Lost Prince (en)         |
| 2005  | Satellite Awards                  | Meilleure actrice dans une mini-série ou un téléfilm                                | The Lost Prince (en)         |
| 2006  | Satellite Awards                  | Meilleure actrice dans une mini-série ou un téléfilm                                | Gideon's Daughter (en)       |
| 2011  | British Academy Film Awards       | Meilleure actrice dans un second rôle                                               | We Want Sex Equality         |

## Voix françaises
En France / Belgique
| - Béatrice Agenin dans : - Fatale - Sleepy Hollow - Chicken Run (voix, doublage cinéma) - Blanche Ravalec dans : - Frère Noël - Good Omens (série télévisée) - Modern Love (série télévisée) - Frédérique Tirmont dans : - Merlin (mini-série) - Alice au pays des merveilles (téléfilm) - Sylvia Bergé dans : - The Hours - Churchill | Et aussi - Céline Monsarrat dans Empire du soleil - Michèle Bardollet dans Absolutely Fabulous (série télévisée) - Brigitte Berges dans Le Roi et moi (voix) - Maïté Monceau dans Get Carter - Danielle Volle (*1937 - 2000) dans Chicken Run (voix, doublage télévisé) - Caroline Jacquin dans Le Prince et Moi - Charlotte Valandrey (*1968 - 2022) dans Harry Potter et la Coupe de feu - Juliette Degenne dans Southland Tales - Anne Plumet dans Agatha Christie : Dix Petits Nègres (mini-série) - Jacqueline Pélisson dans iBoy - Bernadette Mouzon dans Stronger - Isabelle Ganz dans Curfew (série télévisée) |

Au Québec
| - Élise Bertrand dans : - Falling Angels (en) - Frère Noël - Get Carter - Parade's End (mini-série) - Sleepy Hollow - Un monde sans fin (mini-série) - Stronger - Marie-Andrée Corneille - Spider - The Crying Game - Wah-Wah | Et aussi - Anne Bédard dans Harry Potter et la Coupe de feu - Lisette Dufour dans The Hours - Claudie Verdant dans The Big Brass Ring |